# Croix-Avranchin
Croix-Avranchin é uma comuna francesa na região administrativa da Normandia, no departamento Mancha. Estende-se por uma área de 10,67 km². Em 2010 a comuna tinha 477 habitantes (densidade: 44,7 hab./km²).